# تونينيو ألميدا
تونينيو ألميدا (بالبرتغالية: Antônio Gonzaga Almeida‏) هو لاعب كرة قدم برازيلي في مركز الوسط، ولد في 22 أغسطس 1950. لعب مع نادي كروزيرو.